# TT Isla de Man de 1974
El TT Isla de Man de 1974 fue la quinta prueba de la temporada 1974 del Campeonato Mundial de Motociclismo. El Gran Premio se disputó el 5 y 6 de junio de 1974 en el Snaefell Mountain Course.
Continuó el boicot de gran parte de los pilotos continentales por su peligrosidad, en una edición caracterizada por el mal tiempo. De hecho, en 500 cc hubo un nuevo accidente mortal, en este caso de los pilotos británicos Peter Hardy en los entranamientos y de David Nixon en la carrera de Production 1000 TT y que sube a 104 víctimas en 67 ediciones.

## Resultados Senior 500cc
Debido a la ausencia de los equipos de las fábricas más importantes, el Senior TT se convirtió en una batalla entre las Yamaha TZ 350 trucadas. Charlie Williams estuvo a la cabeza durante algunas vueltas pero, cuando su motor empeoró, tuvo que dejar pasar a Phil Carpenter. Williams fue segundo, por delante de Tony Rutter. Suzuki efectivamente envió pilotos de fábrica a Man, pero ni Jack Findlay ni Paul Smart con sus pesadas Suzuki RG 500 pudieron competir con las Yamaha bajo la lluvia.
| Pos. | Piloto             | Equipo               | Tiempo     | Pts. |
| ---- | ------------------ | -------------------- | ---------- | ---- |
| 1    | Phil Carpenter     | Yamaha               | 1:56.41.6  | 15   |
| 2    | Charlie Williams   | Maxton-Yamaha        | +50" 0     | 12   |
| 3    | Tony Rutter        | Yamaha               | +3' 15" 8  | 10   |
| 4    | Billie Guthrie     | Yamaha               | +5' 19" 4  | 8    |
| 5    | Paul Cott          | Yamaha               | +5' 59" 2  | 6    |
| 6    | Helmut Kassner     | Yamaha               | +8' 41" 4  | 5    |
| 7    | Billie Nelson      | Yamaha               | +8' 48" 4  | 4    |
| 8    | Peter McKinley     | Yamaha               | +9' 05" 2  | 3    |
| 9    | Selwyn Griffiths   | Matchless            | +10' 02"   | 2    |
| 10   | Geoff Barry        | Matchless            | +10' 02" 2 | 1    |
| 15   | Tom Herron         | Suzuki               |            |      |
| 21   | Pentti Korhonen    | Yamaha               |            |      |
| 23   | Les Kenny          | Yamaha               |            |      |
| 34   | Jack Ahearn        | Yamaha               |            |      |
| Ret  | Jack Findlay       | Suzuki               | Ret        |      |
| Ret  | Chas Mortimer      | Danfay-Maxton-Yamaha | Ret        |      |
| Ret  | Derek Chatterton   | Yamaha               | Ret        |      |
| Ret  | Alex George        | Vesco-Yamaha         | Ret        |      |
| Ret  | Hans-Otto Butenuth | Yamaha               | Ret        |      |
| Ret  | Paul Smart         | Suzuki               | Ret        |      |
| Ret  | Mick Grant         | Yamaha               | Ret        |      |
| Ret  | Bill Smith         | Honda                | Ret        |      |
| Ret  | Jan Kostwinder     | Yamaha               | Ret        |      |

## Resultados Junior 350cc
En Junior TT, Charlie Williams tomó la delantera, a pesar del hecho de que su muñeca estaba enyesada, hasta que abandonó en la tercera ronda. Phil Carpenter transitaba en segundo lugar hasta la segunda vuelta, pero luego se retiró. Como resultado, la victoria fue para Tony Rutter (Yamaha). Chas Mortimer lo amenazó unas vueltas, pero perdió tiempo cuando no pudo poner la moto en la posición de reserva debido a un surtidor de gasolina atascado. Mortimer logró vencer a Rutter por casi dos segundos, pero también abandonó. Como resultado, Mick Grant (Yamaha) quedó en segundo lugar y Paul Cott (Yamaha) fue tercero.
| Pos. | Piloto           | Moto                  | Tiempo        | Pts. |
| ---- | ---------------- | --------------------- | ------------- | ---- |
| 1    | Tony Rutter      | Yamaha                | 1h 48' 22" 2  | 15   |
| 2    | Mick Grant       | Yamaha                | +1' 44" 0     | 12   |
| 3    | Paul Cott        | Yamaha                | +3' 24" 8     | 10   |
| 4    | Tom Herron       | Yamaha                | +3' 27" 8     | 8    |
| 5    | Billie Nelson    | Yamaha                | +3' 48" 2     | 6    |
| 6    | Billie Guthrie   | Yamaha                | +4' 22" 6     | 5    |
| 7    | Alan Rogers      | Yamaha                | +5' 00" 6     | 4    |
| 8    | Roger Nicholls   | Yamaha                | +5' 30" 6     | 3    |
| 9    | Phil Gurner      | Yamaha                | +5' 30" 8     | 2    |
| 10   | Noel Clegg       | Yamaha                | +5' 37" 0     | 1    |
| 16   | Bill Smith       | Yamaha                |               |      |
| 17   | Selwyn Griffiths | Cowles-Yamaha         | Cowles-Yamaha |      |
| 23   | Alex George      | Vesco-Yamaha          |               |      |
| 26   | Helmut Kassner   | Yamaha                |               |      |
| 28   | Les Kenny        | Yamaha                |               |      |
| 33   | Jan Kostwinder   | Yamaha                |               |      |
| 46   | Pentti Korhonen  | Yamaha                |               |      |
| Ret  | Chas Mortimer    | Danfay-Yamaha         | Ret           |      |
| Ret  | Derek Chatterton | Yamaha                | Ret           |      |
| Ret  | Charlie Williams | Dugdale-Maxton-Yamaha | Ret           |      |

## Resultados Lightweight 250cc
Después de su fracaso en Junior TT, Charlie Williams (Yamaha) ganó la Lightweight 250 cc TT liderando la carrera de principio a fin. Mick Grant (Yamaha) quedó en segundo lugar y Chas Mortimer (Yamaha) en tercero después de una gran pelea. Grant tuvo muchos contratiempos: cayó en Creg-ny-Baa y luego perdió mucho tiempo en la parada de combustible y aún sufrió un control adicional de su máquina debido a la caída. Finalmente, Chas tuvo que ceder ante Mortimer el segundo puesto ya que, debido a una tapa de combustible suelta, terminó en Governor's Bridge sin gasolina y tuvo que empujar la moto unos 500 metros hasta el final.
| Pos. | Piloto           | Moto          | Tiempo       | Pts. |
| ---- | ---------------- | ------------- | ------------ | ---- |
| 1    | Charlie Williams | Maxton-Yamaha | 1h 36' 09" 8 | 15   |
| 2    | Mick Grant       | Yamaha        | +59" 4       | 12   |
| 3    | Chas Mortimer    | Maxton-Yamaha | +1' 21" 4    | 10   |
| 4    | Tom Herron       | Yamaha        | +2' 53" 6    | 8    |
| 5    | Tony Rutter      | Yamaha        | +2' 51" 4    | 6    |
| 6    | Peter McKinley   | Yamaha        | +3' 30" 6    | 5    |
| 7    | Ian Richards     | Yamaha        | +3' 57" 0    | 4    |
| 8    | Gerry Mateer     | Yamaha        | +4' 54" 0    | 3    |
| 9    | Brian Warburton  | Yamaha        | +5' 02" 0    | 2    |
| 10   | Barry Randle     | Yamaha        | +5' 07" 2    | 1    |
| 12   | Helmut Kassner   | Yamaha        |              |      |
| 13   | Alex George      | Yamaha        |              |      |
| 18   | Gyula Marsovszky | Yamaha        |              |      |
| 22   | Pentti Korhonen  | Yamaha        |              |      |
| Ret  | Jan Kostwinder   | Yamaha        | Ret          |      |